# 29. februar
29. februar je 60. dan leta v gregorijanskem koledarju. Ker se doda na prestopno leto, ostaja še 306 dni.
Tisti, ki so rojeni na ta dan, po navadi praznujejo svoje rojstne dneve v navadnih letih 28. februarja.

## Dogodki
- 1420 – Celjski grofje prevzamejo dediščino po izumrlih Ortenburžanih
- 1504 – Krištof Kolumb med plutjem po Karibih s pravilno napovedjo luninega mrka na ta dan prepriča jamajške domorodce, da ga oskrbijo z živili
- 1712 – 29. februarju je na Švedskem sledil 30. februar, da bi odpravili švedski koledar in se vrnili na julijanskega
- 1916 – Britanski imperij priključi Tokelav
- 1918 – Bolgarija podpiše premirje
- 1944 – druga svetovna vojna: prične se operacija Brewer, zavezniška invazija na Admiralske otoke pod poveljstvom generala Douglasa MacArthurja
- 1960 – močan potres uniči mesto Agadir v Maroku in zahteva 12.000 žrtev
- 1964 – let 802/6 British Eagle International Airlines pri pristajanju v Innsbrucku trči v goro, umre vseh 83 potnikov in članov posadke
- 1992 – prične se referendum o neodvisnosti Bosne in Hercegovine
- 1996 – uradno se konča obleganje Sarajeva
- 2012 – končan je Tokyo Skytree, takrat najvišja struktura na svetu

## Rojstva
- 1468 – Papež Pavel III. († 1549)
- 1528 – Domingo Bañez, španski dominikanski teolog, aristotelijanec († 1604)
- 1792:
  - Gioacchino Antonio Rossini, italijanski skladatelj († 1868)
  - Karl Ernst Ritter von Baer, prusko-estonski embriolog († 1876)
- 1836 – Jožef Schwegel, slovenski diplomat, politik, pesnik, pisatelj in prevajalec († 1914)
- 1840 – John Philip Holland, irsko-ameriški razvijalec prve podmornice († 1914)
- 1860 – Herman Hollerith, ameriški poslovnež, izumitelj, statistik († 1929)
- 1940 – konstantinopelski Patriarh Bartolomej I.

## Smrti
- 468 – papež Hilarij (* ok. 415)
- 1864 – Filip Jakob Kafol, slovenski lazarist, duhovnik in politik (* 1819)
- 1868 – Ludvik I., bavarski kralj (* 1786)
- 1928 – Adolf Robida, slovenski dramatik, prevajalec in kritik (* 1885)
- 1944 – Pehr Evind Svinhufvud, finski zgodovinar, sodnik, predsednik države (* 1861)
- 1952 – Peter Loboda, slovenski kipar (* 1894)

## Prazniki in obredi
- Evropski dan redkih bolezni - v neprestopnih letih se ta dan obhaja 28. februarja